# Mazi
Mazi je priimek več znanih Slovencev:  
- Andraž Mazi, glasbenik
- Danimir Mazi, preds. Društva notranjskih kulturnikov (Cerknica)
- Darja Mazi Leskovar (*1951), jezikoslovka, literarna zgodovinarka, prevajalka, univ. prof.
- Franc Mazi (*1941), planinec, vrhovni državni tožilec
- Hana Mazi Jamnik (2002—2022), smučarska tekačica
- Jakob Mazi (1811—1901), orglar, organist
- Josip Mazi (1846—1943), železniški inšpektor
- Josip Mazi (1872—1936), matematik, šolnik, prevajalec
- Leon Mazi (*1959), šahist
- Nina Mazi (=? Nada Nina Mazi Porenta?), otroška pisateljica /zdravnica?
- Stanislav Mazi (1906—1976), gozdarski inženir
- Viktor Mazi, planinski delavec
- Vilko Mazi (1888—1986), surdopedagog, logoped, kartograf in planinski publicist
- Vinko Mazi (1910—2002), amaterski slikar; mdr. poslikal panoramo v Aljaževem stolpu (že uničena)